# Znak Honorowy
Znak Honorowy za Długoletnią i Nieskazitelną Służbę – odznaka ustanowiona w Królestwie Kongresowym 12 maja 1829 roku (starego stylu) „na wynagrodzenie ciągłej i nieskazitelnej służby” (zarówno wojskowych, jak i urzędników cywilnych).

## Historia
Odznaczenie to zostało ustanowione przez cesarza Mikołaja I na pamiątkę jego koronacji na króla Polski. Wkrótce po ogłoszeniu dekretu powołano dwie komisje: wojskową i cywilną. Kandydatury mieli zatwierdzać: w przypadku wojskowych – naczelny wódz armii Wojska Królestwa Polskiego Wielki Książę Konstanty, a w przypadku urzędników – Namiestnik Królestwa Polskiego. Ostateczną decyzję miał podejmować król.
W związku z brakiem precyzji warunków przyznawania i wysyłaniem przez komisje szeregu pytań do Petersburga ostateczne ustalenie składu pierwszej listy nominowanych znacznie się przedłużyło, co spowodowało, że uroczystości dekoracji nie mogły odbyć się w pierwszą rocznicę koronacji Mikołaja na króla Polski. Ostateczna lista wojskowych, ogłoszona drukiem we wrześniu 1830 roku, liczyła ponad 1000 nazwisk. Ustalenie listy urzędników cywilnych jeszcze bardziej się opóźniło: cesarz zatwierdził 1045 nazwisk dopiero w listopadzie.
Natychmiast po zatwierdzeniu, rozsyłano do odznaczonych te „ozdoby” wraz z odpowiednimi patentami, za które każdy odznaczony musiał zapłacić 10 złotych polskich przeznaczonych na „koszta kancelarii”.
Było to jedyne nadanie Znaku Honorowego. Po powstaniu listopadowym król nie kontynuował odznaczania Znakiem Honorowym.

## Przyznawanie
Odznaczoną mogła być jedynie osoba, która ze wszech miar nienagannie pełniła służbę przez co najmniej 15 lat. Wszelkie wyroki sądowe lub administracyjne uniemożliwiały staranie się o Znak Honorowy. W przypadku wojskowych do okresu służby wliczano również lata wysługi w wojskach I Rzeczypospolitej, Legionach, Księstwa Warszawskiego i Królestwa Polskiego.
Istniały Znaki Honorowe za 15, 20, ... i 50 lat służby. W zamierzeniu odznaczony Znakiem Honorowym – jeśli nie sprzeniewierzył się jego zasadom i kontynuował służbę – miał mieć co pięć lat Znak wymieniany (poprzedni) należało oddać.

## Przywileje
Wyróżniony miał prawo do zmniejszenia liczby lat pracy do emerytury, o ile był także odznaczony Orderem św. Stanisława I, II albo III klasy. Rodzina zmarłego odznaczonego Znakiem Honorowym miała prawo do 3-miesięcznego zasiłku (w przypadku Znaku Honorowego za 15 lat służby), 6-miesięcznego (za 20 lat) i za każde kolejne 5 lat – półroczna pensja oraz dodatek pensji 3-miesięcznej.

## Wygląd odznaki
Znak Honorowy był wykonany z 14-karatowego złota i miał wymiary 27 mm x 33 mm. Była to prostokątna, ażurowa brosza z liczbą zapisaną rzymskimi cyframi wskazującą liczbę lat służby, otoczoną wieńcem dębowym. Podkładka broszy (widoczna przez ażur) była taka sama jak wstążka Orderu Virtuti Militari dla wojskowych i jak wstążka Orderu Świętego Stanisława dla urzędników cywilnych. Wykonawcą odznak był Paweł Siennicki, posługujący się wtedy tytułem „fabrykanta Jego Cesarskiej i Królewskiej Mości biżuterii i robót jubilerskich”.

## Odznaczeni
Wojskowi
- za 50 lat służby była odznaczona jedna osoba – Józef Zeydlitz, dowódca Korpusu Inwalidów i Weteranów,
- za 40 lat – ppłk Karol Pflugbeil,
- za 35 lat – 10 odznaczonych, w tym gen. Łukasz Biegański, major Karol Jan Fiszer, gen. Jakub Redel, gen. Aleksander Rożniecki, gen. Edward Żółtowski,
- za 30 lat – 28 odznaczonych, wśród nich: gen. Ignacy Blumer, gen. Antoni Darewski, gen. Maurycy Hauke, gen. Kajetan Hebdowski, gen. Jan Krysiński, gen. Józef Nowicki, gen. Józef Rautenstrauch, płk. Józef Regulski-Falk, gen. Andrzej Ruttié, gen. Edward Żółtowski, gen. Franciszek Żymirski
- za 25 lat – 42 odznaczonych, wśród nich: gen. Józef Chłopicki, gen. Izydor Krasiński,
- za 20 lat – 391 odznaczonych, wśród nich: gen. Wincenty Krasiński, gen. Jan Tomicki, gen. Jan Skrzynecki, gen. Ignacy Prądzyński. mjr Seweryn Dzierzbicki
- za 15 lat – 526 odznaczonych, wśród nich: Wielki Książę Konstanty, major Michał Józef Zamoyski, major Antoni Dzimiński.

Cywilni
- za 25 lat – m.in. Fryderyk Schütz

## Uwaga
Znaku Honorowego nie należy mylić z Polskim Znakiem Honorowym, ustanowionym przez cara Mikołaja I 31 grudnia 1831 roku (starego stylu) po likwidacji Orderu Virtuti Militari.